# Steenisia
Steenisia é um género botânico pertencente à família Rubiaceae. O nome genérico é uma homenagem ao botânico neerlandês Cornelis Gijsbert Gerrit Jan van Steenis.
1. ↑  «Steenisia — World Flora Online». www.worldfloraonline.org. Consultado em 19 de agosto de 2020